# Tommy Bechmann
Tommy Bechmann (*Aarhus, Dinamarca, 22 de diciembre de 1981), exfutbolista danés. Jugaba de delantero y su primer equipo fue el Esbjerg fB.

## Selección nacional
Ha sido internacional con la selección de fútbol sub-21 de Dinamarca, ha jugado 15 partidos internacionales y ha anotado 11 goles.

## Clubes
| Club                  | País      | Año       |
| --------------------- | --------- | --------- |
| Esbjerg fB            | Dinamarca | 2002-2004 |
| VfL Bochum            | Alemania  | 2004-2008 |
| SC Freiburg           | Alemania  | 2008-2011 |
| Sønderjysk Elitesport | Dinamarca | 2011-2017 |